# Велика Приваловка
Велика Приваловка (рос. Большая Приваловка) — село Верхньохавського району Воронізької області. Адміністративний центр Великоприваловського сільського поселення.
Населення становить 582 особи за переписом 2010 року (544 особи на 1.01.2008).

## Географія
Село розташоване на півночі району, неподалік адміністративного кордону з Липецької областю, за 5 км на південь знаходиться село Мала Приваловка.

## Історія
За даними 1859 року у казенному і власницькому селі Воронезького повіту Воронізької губернії мешкало 1779 осіб (859 чоловічої статі та 920 — жіночої), налічувалось 174 дворових господарств, існували православна церква й поштова станція.
Станом на 1886 рік у колишньому державному селі Верхньо-Хавської волості мешкало 1974 особи налічувалось 290 дворових господарств, існували православна церква, 6 лавок, 3 постоялих двори.
За переписом 1897 року кількість мешканців зросла до 2639 осіб (1275 чоловічої статі та 1364 — жіночої), з яких всі — православної віри.